# Залите, Мара
Ма́ра За́лите (латыш. Māra Zālīte; род. 18 февраля 1952) — латвийская поэтесса, драматург и общественный деятель. Почётный член Латвийской академии наук (1998).

## Биография
Мара Залите родилась 18 февраля 1952 года в Красноярском крае в семье ссыльных. В 1956 году вместе с семьёй вернулась в Латвию.
Училась в Земгальской школе. Окончила филологический факультет Латвийского государственного университета (1975). 
Работала референтом в Союзе писателей Латв. ССР (1974—1979), литературным консультантом журнала «Liesma» (1977—1990), главным редактором журнала «Karogs» (1989—2000), президентом Объединения латвийских авторов (ААПКК/ОЛА, с 2000 года), председателем Государственной языковой комиссии (2002—2004). 
Член правления Латвийской Национальной библиотеки, член Консультативного совета по авторским правам и член Национального совета по вопросам культуры при Кабинете министров Латвийской Республики.

## Творчество
Первое стихотворение было опубликовано в районной газете в 1971 году. Литературные публикации с 1972 года. Творчеству Мары Залите присуща многоплановость. Она автор стихов, пьес, эссе, песенных текстов, текстов к кантатам и ораториям, либретто музыкальных постановок латвийских композиторов Раймонда Паулса, Яниса Лусенса, Юриса Карлсонса, Зигмарса Лиепиньша, Петериса Васкса. Произведения Мары Залите переведены на русский, английский, шведский, французский, литовский, эстонский, белорусский, грузинский, казахский, киргизский, молдавский, украинский, туркменский и итальянский языки.

## Признание и награды
- Литературная премия им. В. В. Маяковского (Грузия, 1979)
- Литературная премия им. А. Упита (Латвия, 1985)
- Почетная грамота Президиума Верховного Совета Латвийской ССР за успехи в развитии латышской советской литературы (1986)[3].
- Литературная премия им. О. Вациетиса (Латвия, 1989)
- Литературная премия им. Аспазии (Латвия, 1992)
- Литературная премия им. И. Г. Гердера (Германия, 1993)
- Латвийская литературная премия года (2001, 2004)
- Орден Трёх звёзд IV степени (1995)
- Крест Признания II степени (2008)

## Сочинения

### Поэзия
- Vakar zaļajā zālē (1977)
- Rīt varbūt (1979)
- Deviņpuiku spēks (1985)
- Nav vārdam vietas (1985)
- Debesis, debesis (1988)
- Apkārtne (1997)
- Dzeja (2003)
- Vējš meklē mājas (2004)

### Драматургия
- «Полна Мары комнатка» (Pilna Māras istabiņa, 1981)
- «Суд» (Tiesa, 1985)
- «Живая вода» (Dzīvais ūdens (1988)
- «Ежовые колючки» (Vikas pirmā balle, 1991)
- «Маргарита» (Margarēta, 2000)
- «Тобаго!» (Tobāgo!, 2001)
- «Земельный налог» (Pa valzivju ceļu, 1965)
- «Še tev Žūpu Bērtulis!» (2004)

### Либретто
- Лачплесис (1987)
- Meža gulbji (1995)
- Putnu opera (1997)
- Kaupēn, mans mīļais! (1998)
- Indriķa hronika (1999)
- Neglītais pīlēns (2000)
- Sfinksa (2000)

### Сборники эссе
- Brīvības tēla pakājē (1990)
- Kas ticībā sēts (1997)